# NGC 1889
NGC 1889 este o galaxie eliptică situată în constelația Iepurele. A fost descoperită în 29 octombrie 1851 de către William Parsons, 3rd Earl of Rosse⁠(d).